# Denali Highway

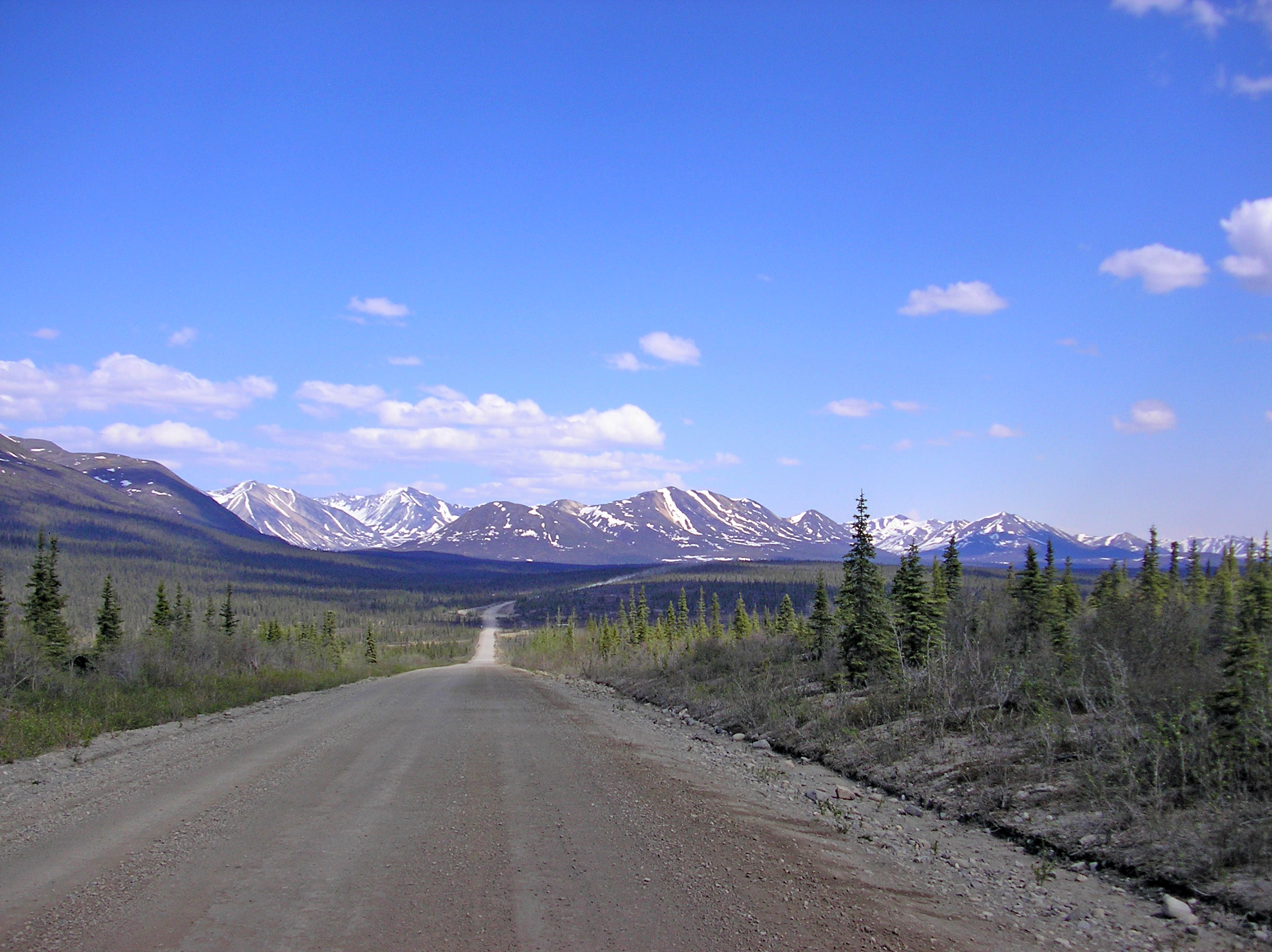
Denali Highway under sommaren

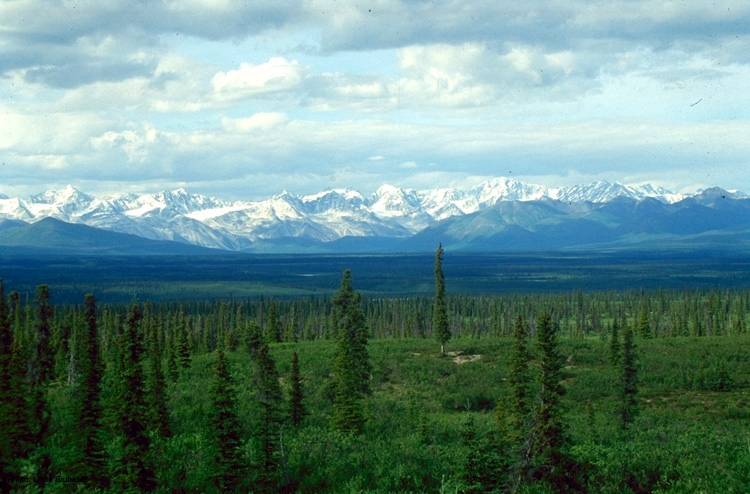
Taiga längs vägen

Denali Highway (Alaska Route 8) är en landsväg i Alaska. Den är främst grusbelagd och är lågtrafikerad. Den går från Paxson vid Richardson Highway till Cantwell vid George Parks Highway. Vägen öppnades 1957 och var den första vägförbindelsen till Denali National Park. Sedan 1971 har istället främst George Parks Highway använts för att ta sig till parken. Vägen är 217 kilometer lång.

## Väglag
Vägen används sällan och är dåligt underhållen samt avstängd mellan oktober och maj varje år. Endast de östligaste 34 och västligaste 4,2 kilometerna är asfalterade, och huruvida resterande del av vägen ska asfalteras är en återkommande källa till debatt. Den rekommenderade hastighetsgränsen på vägen är 30 miles per hour, motsvarande ca 48 km/timme.

## Vägen
Vägen går västerut från Richardson Highway vid Paxson, och stiger brant längs centrala Alaska Range. De första 34 kilometerna till Tangle Lakes är asfalterade. Längs vägen passerar vägen över tre av centrala Alaskas huvudsakliga flodutlopp, Copper Rivers, Tanana Rivers och Susitna Rivers. Under klart väder är det utsikt över exempelvis Mount Hayes, Mount Hess och Mount Deborah.
De första 72 kilometerna går genom Amphitheater Mountains, och är vid 1245 meters höjd Alaskas näst högst belägna väg. Vägen fortsätter sedan neråt mot Maclaren River med vy norrut mot Maclaren Glacier. Efter att ha korsat över floden fortsätter den genom geologiskt uppmärksammade Crazy Notch och sedan mot Susitna River. Efter att ha korsat floden fortsätter den mot Nenana River för att slutligen nå Cantwell.